# 일본 스모 협회

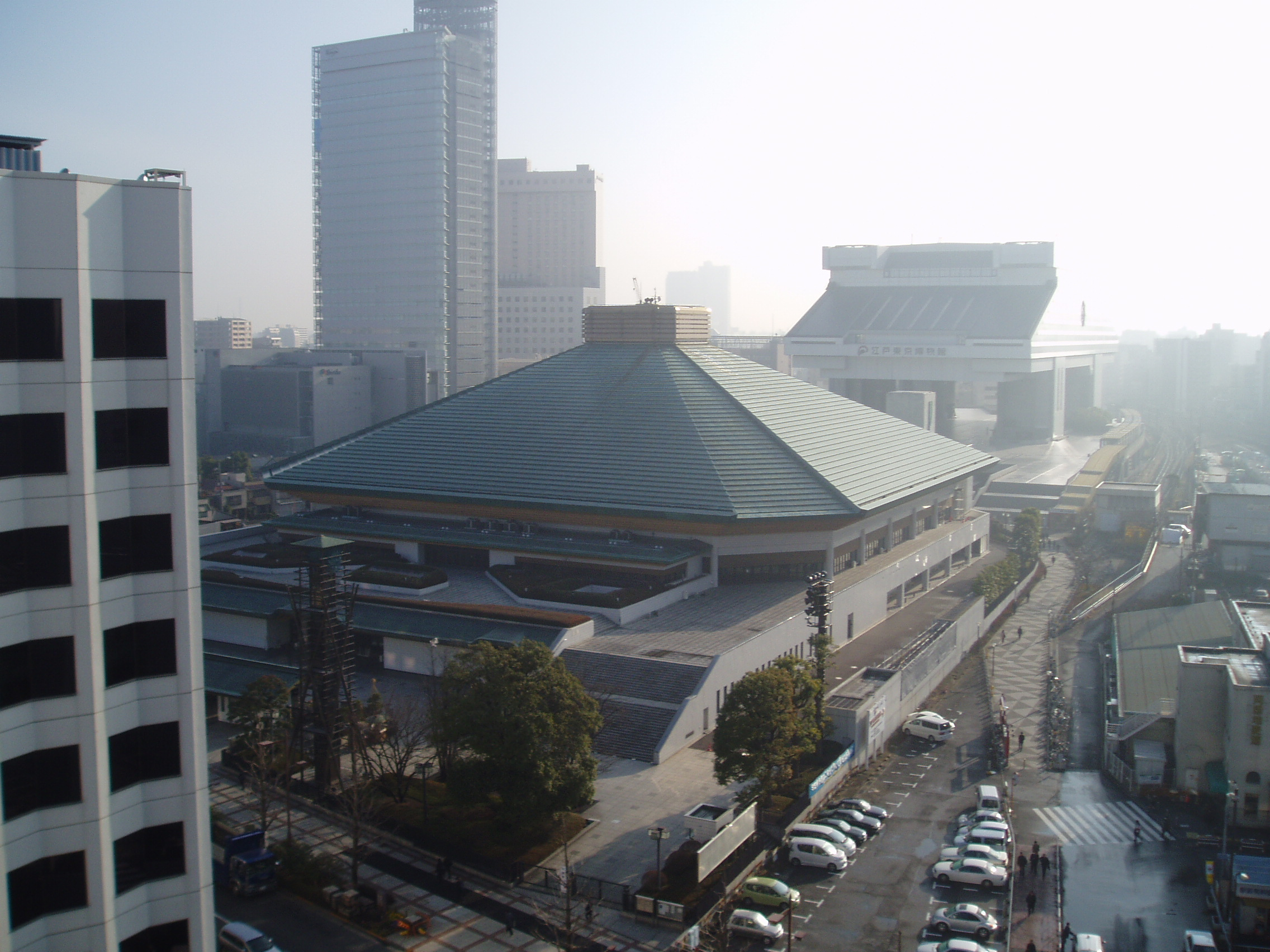
양국국기관

일본 스모 협회(일본어: 日本相撲協会 니혼스모쿄카이[*], 영어: Japan Sumo Association)는 1925년에 설립된 재단 법인이다. 공익 법인으로서 법인격의 취득 및 유지를 위해 스모 경기의 지도 · 보급, 스모에 관한 전통 문화의 보존을 명목 목적으로 하고 있다.